# Dámaso Pérez Prado
José Dámaso Pérez Prado (Matanzas, Cuba, 11 de diciembre de 1917-Ciudad de México, 14 de septiembre de 1989), conocido como el "Rey del Mambo", fue un músico, compositor y arreglista cubano nacionalizado mexicano.[cita requerida]
Dámaso Pérez Prado es conocido sobre todo por sus aportes al género del mambo, que tiene sus orígenes en el danzón cubano y que daría pauta al surgimiento y desarrollo del chachachá, así como también de la música surgida a finales de la década de 1950 y conocida luego, desde principios de los años 1970 como salsa. No fue el creador del ritmo, que ya se tocaba en La Habana de finales de los años treinta, pero sí su mayor difusor a nivel internacional.[cita requerida]

## Primeros Años
Estudió música en su Cuba natal. Trabajó en diversas orquestas en La Habana en los años 1940. Fue también durante un corto periodo pianista de la Sonora Matancera y de la Orquesta Casino de la Playa. En 1948 cambió de residencia a la Ciudad de México para crear allí un grupo musical. Allí estuvo trabajando con la compañía RCA Victor. Se especializó en el mambo, del cual es considerado uno de sus mayores exponentes.[cita requerida]
Hábil pianista (de niño, aprende el piano clásico con Rafael Somavilla), y conocedor a fondo del teclado, ha sido considerado por expertos críticos como uno de los mejores en este género de la música popular. Su interpretación de la célebre pieza El manisero, de Moisés Simons, es única en su clase, con acompañamiento de ritmo y bongó.[cita requerida]
Como compositor, conoció muy bien el manejo de la partitura. De allí nacieron piezas como Mambo en Sax, La Chula Linda, Silbando Mambo y Mambo de París, entre otros.
En 1942 se instaló en La Habana donde tocó el piano en los cabarets y después en las diferentes orquestas: Orquesta Cubaney, Orquesta de Paulina Álvarez, y en la más famosa orquesta cubana: Casino de la Playa.[cita requerida]

## Rey del Mambo
En 1947 grabó Que rico el mambo y parte en gira hacia Argentina y Venezuela. En 1948 su música se inspira del jazz de Stan Kenton, y las casas discográficas cubanas ya no quieren hacer sus grabaciones. El cantante cubano Kiko Mendive lo invita a México donde funda su orquesta y contrata a Benny Moré como cantante. Compone tantas piezas que no les da ni siquiera un nombre sino números. El Mambo Nº 5 y el Mambo Nº 8 son las más conocidas. El 12 de diciembre de 1949 saca un 78 revoluciones con Que rico el mambo en una cara, y Mambo N.º 5 en la otra, desatando lo que se llamó la mambo manía.[cita requerida]
Pasado el clímax del mambo, es llamativo que Dámaso Pérez Prado, una vez compuesta su pieza musical "Patricia" en 1958 y obtenido su éxito correspondiente, la grabase muchas veces y con diferentes arreglos, actitud que parece demostrar que tuvo por dicha pieza una especial predilección. Esta pieza fue utilizada en 1960 después por Federico Fellini en su película La dolce vita.
A finales de los años sesenta tuvo un gran éxito con su melodía "Mambo del Taconazo", y recibió un reconocimiento especial en Torreón, Coahuila, en donde residía la familia García Villarreal, con quien Dámaso Pérez Prado tenía estrechos lazos de amistad.[cita requerida]
Entre sus composiciones más conocidas se encuentran las ya mencionadas Qué rico el mambo y Mambo Nº 5, esta última después lanzada en una nueva versión en 1999 por el cantante alemán Lou Bega.
Pérez Prado fue reconocido también por ser el autor del Mambo del Politécnico (usado comúnmente en eventos y celebraciones importantes del Instituto Politécnico Nacional de la Ciudad de México) y el Mambo Universitario (usado comúnmente en eventos y celebraciones importantes de la Universidad Nacional Autónoma de México).
Durante la década de 1960 estuvo ausente de México. Una leyenda urbana apunta a que una desavenencia con el gobierno mexicano porque este le prohibió interpretar el Himno Nacional Mexicano a ritmo de mambo, aunque también se barajan desavenencias políticas. Sobre este punto han surgido varios mitos: primero, que habiendo compuesto un mambo con tema del Himno Nacional, el gobierno mexicano lo deportó; segundo, que el líder de los compositores Gómez Barrera, envidioso por su éxito desbordante, intrigó y lo deportaron; tercero, que el líder de los músicos Venus Rey, al no dejarse explotar Pérez Prado, intrigó y lo deportaron; cuarto, que tuvo desavenencias contractuales con el propietario del Teatro Margo, lo denunció y lo deportaron y quinto, que fue por un lío de faldas, estaba en México la vedette brasileña Leonora Amar quien sostenía tórrido romance con el expresidente Miguel Alemán, Dámaso le ofreció hacerla una estrella rutilante si firmaba un contrato de exclusividad con él y por principio de cuentas harían una gira al Japón; la joven brasileña de 25 años se inclinaba por su carrera artística mundial y Alemán decidió cortar por lo sano ordenando la deportación. De las cinco versiones la última parece ser la verdadera, toda vez que la primera cayó por su peso, nadie jamás oyó el mambo del himno y los supuestos causantes de la deportación de las otras versiones nunca tuvieron el poder suficiente para expulsar a un personaje de la talla mundial del cubano. La última versión es la única que aparece documentada, las otras solo fueron rumores. Puede encontrarse la confesión de DPP en la novela ¿Tormenta Roja sobre México?, de Gonzalo Martré, página 236 y en la crónica "Rumberos de ayer" Ed. Instituto Veracruzano de Cultura, página 138, también de Martré.

## Discografía
Fue autor de 144 obras y participó en 114 ediciones. Discos de todo tipo fueron grabados, en solitario, con su orquesta, con artistas invitados, de manera tal que, se pueden contabilizar cerca de 500 discosde donde se puede resumir en 59 álbumes, 142, discos sencillos y 283 compilaciones, para múltiples éxitos, nacionales y mundiales.  

## Muerte
Pérez Prado adquirió la nacionalidad mexicana en 1980 y residió los últimos años de su vida en su país de adopción. Falleció a la edad de 72 años en la Ciudad de México el 14 de septiembre de 1989 de un derrame cerebral.